# 萊茵之箭號列車
莱茵之箭号（德語：Rheinpfeil）曾是欧洲一班长途列车所使用的名称，由德国联邦铁路在1952年至1991年间开行。其命名源自“莱茵之箭”的德文单词，比喻列车主要沿与莱茵河平行的路线运行。在1958年以前，它一直是长途列车莱茵之金号在多特蒙德－慕尼黑区间所使用的名称。自1965年起，它又以全欧快车类别独立运营，并在1971年变更为城际列车。1979年，莱茵之箭号成为连接联邦德国及瑞士的国际列车，后于1987年被纳入欧城列车类别，直至1991年停运。

## 历史

### 长途列车
在1952年5月18日起实施的夏季运行图调整中，德国联邦铁路在荷兰的荷兰角港－瑞士的巴塞尔间新开行了一班长途列车，并将其命名为莱茵-箭号（Rhein-Pfeil）。列车主要经由芬洛、科隆和美因茨的莱茵河沿岸运行，使用车次为F10/9次。与一年前投入运营、并搭载一等至三等全车厢等级的长途列车莱茵之金号（F164/163次）相比，莱茵·箭号的编组仅设一等及二等车厢，其运行时间亦比莱茵之金号更短。
与此同时，连接多特蒙德－慕尼黑、经由埃森、科隆、美因茨、法兰克福和维尔茨堡运行的一、二等长途列车（F22/21次）也宣告开行。莱茵-箭号遂与F22/21次列车在科隆－美因茨区间采取联挂运行，后者在这一时期甚至可直通奥地利的因斯布鲁克。此外，两班列车还可在科隆火车总站接驳由汉诺威到发的长途列车多姆之箭号（F17/14次）。
然而，在1953年夏季的运行图调整中，F10/9次列车开始并入莱茵之金号运行，原莱茵-箭号的名称不再使用。而F22/21次列车亦开始使用莱茵之金号的名称，作为后者在德国境内的分支班次运行。F10/9次列车及F22/21次列车于1954年的夏季运行图调整中正式更名为莱茵之金号，两班列车在科隆－美因茨区间的联挂运行也被撤销，彼此接驳仅可在科隆总站进行。F22/21次列车在这一时期作为先行列车，其双向抵达科隆的时间会比F10/9次列车提前约8至10分钟。而前者自1956年起已不再提供直通因斯布鲁克的服务。
自1958年6月1日起，F22/21次列车被授予独立的列车名称——莱茵之箭号（Rheinpfeil）。但它在科隆与莱茵之金号（F10/9次）又采取与最初相同的联挂方式进行。1962年夏天，莱茵之金号在科隆以北的线路改为经由埃默里希及乌得勒支运行，同时，莱茵之箭号与莱茵之金号的列车联挂亦改在杜伊斯堡火车总站进行。在此时期，一种全新的TEE/IC型车厢（通称为莱茵之金式车厢）开始交付使用，这些车厢在杜伊斯堡按以下的路段进行交互联挂/解挂：
- 荷兰角港－慕尼黑
- 阿姆斯特丹－慕尼黑
- 巴塞尔－多特蒙德（观景车厢）

至1963年，莱茵之金号的编组被全数替换为新型车厢，列车的最高运行速度也被提升至160km/h。

### 全欧快车
在1964年的欧洲铁路客车运行图会议，莱茵之金号被确定从下一年度起升格为全欧快车类别。德国联邦铁路在会上还提议与莱茵之金号采取联挂运行的莱茵之箭号也应被增补至全欧快车。这一提议得到认可，因此原本仅为国际列车专属的全欧快车类别开始首次应用于国内班次。自1965年5月30日起实施的运行图调整起，莱茵之箭号连同在德国本土运行的蓝龙胆号和在法国本土运行的西北风号一起被升格为全欧快车，使用车次为TEE21/22次。
莱茵之箭号在这一时期调整了慕尼黑－维尔茨堡区间的运行线路，改为经由纽伦堡运行。列车在杜伊斯堡与莱茵之金号的联挂工作尽管仍然维持传统的方式进行，但加大了直通的联运车厢数量。除荷兰角港/阿姆斯特丹－慕尼黑外，多特蒙德－日内瓦间及多特蒙德－米兰间的联运车厢也得到增加。然而，北行的莱茵之箭号（TEE21次）在杜伊斯堡对前往荷兰角港/阿姆斯特丹的联运车厢进行解挂后，无需等待北行的莱茵之金号（TEE9次）抵达即可发车；而后者搭载的米兰/巴塞尔－多特蒙德的联运车厢在杜伊斯堡完成解挂后将由另一班列车继续联挂运行。
在1970年的夏季运行图调整中，德国联邦铁路新设立了多特蒙德－库尔的直通联运车厢。为此莱茵之箭号在杜伊斯堡的联挂/解挂工作又进行了重新调整。北行班次在杜伊斯堡需要等待北行的莱茵之金号抵达后方可发车，同时还需要联挂后者从意大利及瑞士方向发来的联运车厢继续前往多特蒙德。自1971年5月23日起，莱茵之箭号的车次编号又变更为TEE27/26次。

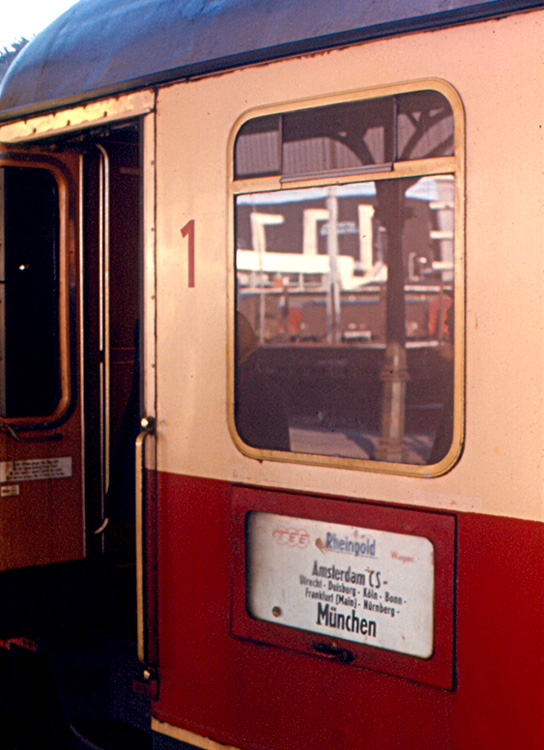
1970年附挂在莱茵之箭号上的联运车厢（阿姆斯特丹－慕尼黑）

| 27次 | 27次  | 停靠站     | 26次  | 26次 |
| 里程 | 时刻  | 停靠站     | 时刻  | 里程 |
| ---- | ----- | ---------- | ----- | ---- |
| 0    | 09:26 | 多特蒙德   | 20:49 | 777  |
| 19   | 09:38 | 波鸿       | 20:36 | 758  |
| 34   | 09:48 | 埃森       | 20:25 | 743  |
| 54   | 10:03 | 杜伊斯堡   | 20:11 | 723  |
| 77   | 10:37 | 杜塞尔多夫 | 19:37 | 700  |
| 117  | 11:03 | 科隆       | 19:13 | 660  |
| 151  | 11:22 | 波恩       | 18:51 | 626  |
| 210  | 11:56 | 科布伦茨   | 18:19 | 567  |
| 302  | 12:46 | 美因茨     | 17:28 | 475  |
| 340  | 13:17 | 法兰克福   | 17:02 | 437  |
| 476  | 14:33 | 维尔茨堡   | 15:41 | 301  |
| 578  | 15:27 | 纽伦堡     | 14:47 | 199  |
| 777  | 17:11 | 慕尼黑     | 13:07 | 0    |

### 城际列车

1971年的德国城际列车网络，青色为2号线

在1971年9月27日起实施的冬季运行图调整中，德国联邦铁路开始仿造全欧快车的标准，在德国本土运行的列车中构建全一等车厢等级的城际列车（IC）网络。但其区别在于主要设有4条运行线路、且每条线路的服务班次比每日一班的全欧快车更为频密，达到每小时或每两小时开行一班，并可在主要的车站内与不同线路的班次实现接驳。
莱茵之箭号在此时变更为城际列车类别，并被纳入城际列车2号线（汉诺威－多特蒙德－科隆－法兰克福－维尔茨堡－慕尼黑）执行每日一个往返的任务，使用车次为IC107/106次。其线路除了延长为汉诺威－慕尼黑间运行外，列车在维尔茨堡－慕尼黑区间也恢复为沿城际列车2号线的标准直行路线运行，纽伦堡停站从而被撤销。然而，莱茵之箭号在多特蒙德－科隆区间并未按城际列车2号线的标准路线经由伍珀塔尔运行，而是沿城际列车1号线经由埃森、杜伊斯堡和杜塞尔多夫通过。作为替换，在同一时间段内运行的城际列车1号线列车托勒·邦贝格号（Toller Bomberg，IC130/137次）则经由伍珀塔尔通过，两者均停靠多特蒙德火车总站。其中南行的托勒·邦贝格号（汉堡→科隆）可在科隆总站与莱茵之箭号实现接驳，北行（法兰克福→汉堡）则不提供接驳服务。此外，城际列车2号线的标准路线是经停莱茵河右岸的威斯巴登，但莱茵之箭号则是沿美因茨的莱茵河左岸运行。它还可以在维尔茨堡火车总站与城际列车4号线（不来梅－慕尼黑）的北风号（Nortwind，南行IC185次）和南风号（Südwind，北行IC184次）实现接驳。
城际列车莱茵之箭号与全欧快车莱茵之金号在杜伊斯堡的联运工作仍然维持传统的方式进行，前者于汉诺威到发的车厢会在杜伊斯堡与后者的车厢重新编组，但汉诺威－慕尼黑间的直通车厢仅保留1节。
在1973年6月3日起实施的夏季运行图调整中，杜伊斯堡的列车联运机制几乎被完全撤销。唯一的例外是莱茵之箭号的1节汉诺威－米兰直通车厢，它仍然由全欧快车莱茵之金号及罗兰号维持转达（杜塞尔多夫－巴塞尔区间联挂于莱茵之金号，巴塞尔－米兰区间联挂于罗兰号）。莱茵之箭号则已不再联挂莱茵之金号的荷兰－慕尼黑直通车厢，这一路线被新开行的全欧快车伊拉斯谟号所取代。此外在1975年，汉诺威－基亚索间还设有1节直通车厢通过罗兰号实现转达，该车厢由私营旅行社提供，仅在每个周末运营。
自1979年5月27日起，德国联邦铁路开始对辖下的城际列车网络进行全面改革，主要内容为在城际列车班次中加入二等车厢，并将发车间隔缩短至每小时1班，从而形成“IC79计划”（IC79 Project）。在此计划中，莱茵之箭号被纳入城际列车1号线，其运行线路变更为汉堡－巴塞尔，经由多特蒙德、科隆及曼海姆运行，使用车次为IC109/108次。而在前一年度的运行图会议中，这班列车曾计划使用其它名称，但最终还是沿用了原本在城际列车2号线中运营的“莱茵之箭号”称谓。尽管列车在曼海姆以南是沿城际列车3号线（汉堡－汉诺威－法兰克福－曼海姆－巴塞尔）运行，但IC79计划是容许部分列车在不同的线路中穿插运行的，莱茵之箭号便是其中之一。
在1982年5月23日起实施的夏季运行图调整中，因受到瑞士联邦铁路对辖下的城际列车发车间隔调整为每小时一班的影响，莱茵之箭号北行的发车时间提前了1小时，并变更至苏黎世始发。至1985年6月2日，德国联邦铁路又对城际列车网络进行调整，被称之为“IC85计划”（IC85 Project）。莱茵之箭号此时的运行区间改为汉诺威－苏黎世。其中汉诺威至曼海姆间沿城际列车2号线运行，并经停埃森、多特蒙德、科隆及美因茨等站；曼海姆以南区间则维持沿城际列车3号线运行。

### 欧城列车
1987年5月31日，莱茵之箭号被纳入新设立的欧城列车（EC）类别，并将运行区间延长为汉诺威－库尔。
在1991年6月2日起实施的夏季运行图调整中，随着城际快车（ICE）开始投入运行，以及对原东德地区的铁路业务进行收编，德国联邦铁路再一次对城际列车网络进行重组。汉诺威－科隆－巴塞尔的线路被新增为城际列车5号线（但科隆－多特蒙德区间仍然经由伍珀塔尔），并延长至柏林，形成发车间隔为每两小时1班的城际列车线路。莱茵之箭号于此时被撤销，取而代之的是在同一时间段运行，由柏林经布伦瑞克往返于巴塞尔的不命名城际列车IC501/500次。

### 现况

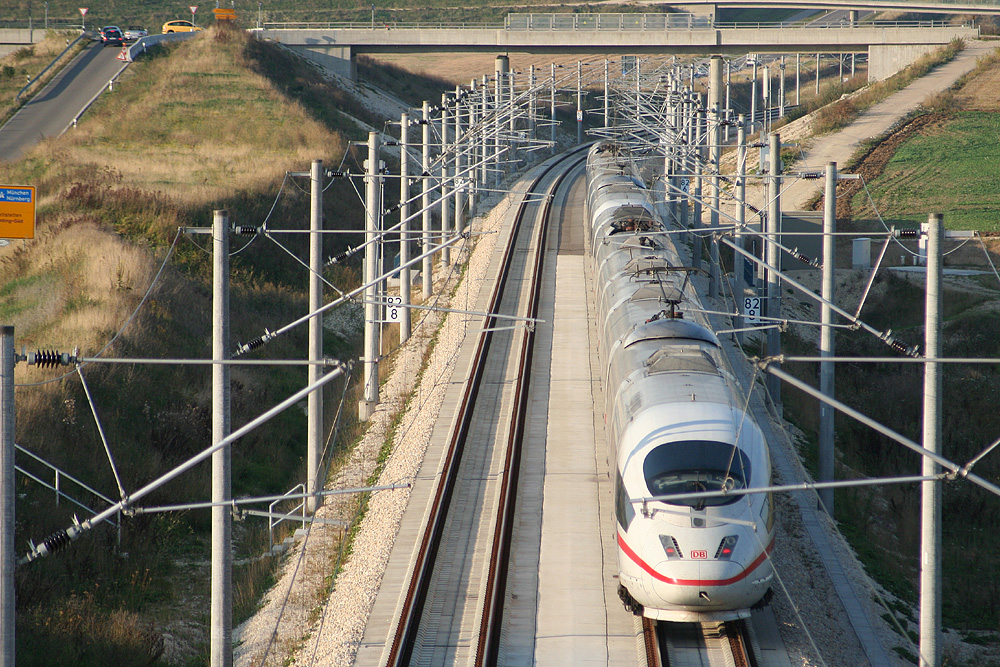
运行于纽伦堡-因戈尔施塔特-慕尼黑高速铁路的一班城际快车

莱茵之箭号在1979年以前的运行路线（鲁尔区－慕尼黑）自2006年起被新修建的科隆-莱茵/美因高速铁路和纽伦堡-因戈尔施塔特-慕尼黑高速铁路（城际快车42号线）所取代，并提供发车间隔为每小时1班的城际快车服务。
列车在1979年至1985年的运行线路于2010年冬季运行图中则仍提供每日对开两班（汉堡－库尔）的欧城列车服务，但其运行时间比起经由汉诺威及法兰克福运行的城际快车服务要长得多。
列车在1985年以后的运行线路（多特蒙德、科隆－巴塞尔）在2002年被纳入城际快车43号线的一部分，至2010年的冬季运行图中，科隆－巴塞尔间提供发车间隔为每两小时1班的列车服务，当中包括部分在多特蒙德始发及终到的班次。而旅客若选择在曼海姆中转，发车间隔也可实现每小时1班。

## 使用车辆

### 客车车厢

#### 1962年以前
在1952年的开行初期，莱茵-箭号（包括此后合编的莱茵之金号）主要使用德国联邦铁路自1951年起生产的长途列车车厢。这些车厢单节全长21.25米，并采用蓝色涂装。德国在当时采用的是三舱车厢等级制，但在莱茵·箭号的编组中仅设一等及二等车厢。在德国联邦铁路于1956年调整为两舱车厢等级制后，原二等车厢均被整合为一等车厢。
在1954年以前，F22/21次列车在美因茨－慕尼黑区间搭载的餐车由德国卧铺车及餐车公司提供；而在科隆－美因茨与F10/9次列车联挂运行的区间则搭载由国际卧铺车公司提供的餐车。
自1954年以来，莱茵·箭号开始使用全长26.4米的新造长途列车一等车厢，这是符合国际铁路联盟UIC-X型车厢规格的尺寸。其每节车厢的定员为60人（设有10个6座隔间），但不提供空调设备。

#### TEE/IC车厢
1962年，德国联邦铁路开始针对莱茵之金号设计制造全新的TEE/IC型车厢。这款车厢最初被运用至莱茵之箭号和莱茵之金号搭载的直通联运车厢中。车厢的形式如下：
| 类别         | 编号       | 编号       | 产量   | 产量   |
| 类别         | 1967年以前 | 1967年以后 | 1962年 | 1963年 |
| ------------ | ---------- | ---------- | ------ | ------ |
| 一等隔间座车 | Av4üm-62   | Avümh 111  | 10     | 12     |
| 一等开放座车 | Ap4üm-62   | Apümh 121  | 5      | 6      |
| 驼峰餐车     | WR4üm-62   | WRümh 131  | 2      | 3      |
| 圆顶观景座车 | Ad4üm-62   | ADümh 101  | 3      | 2      |

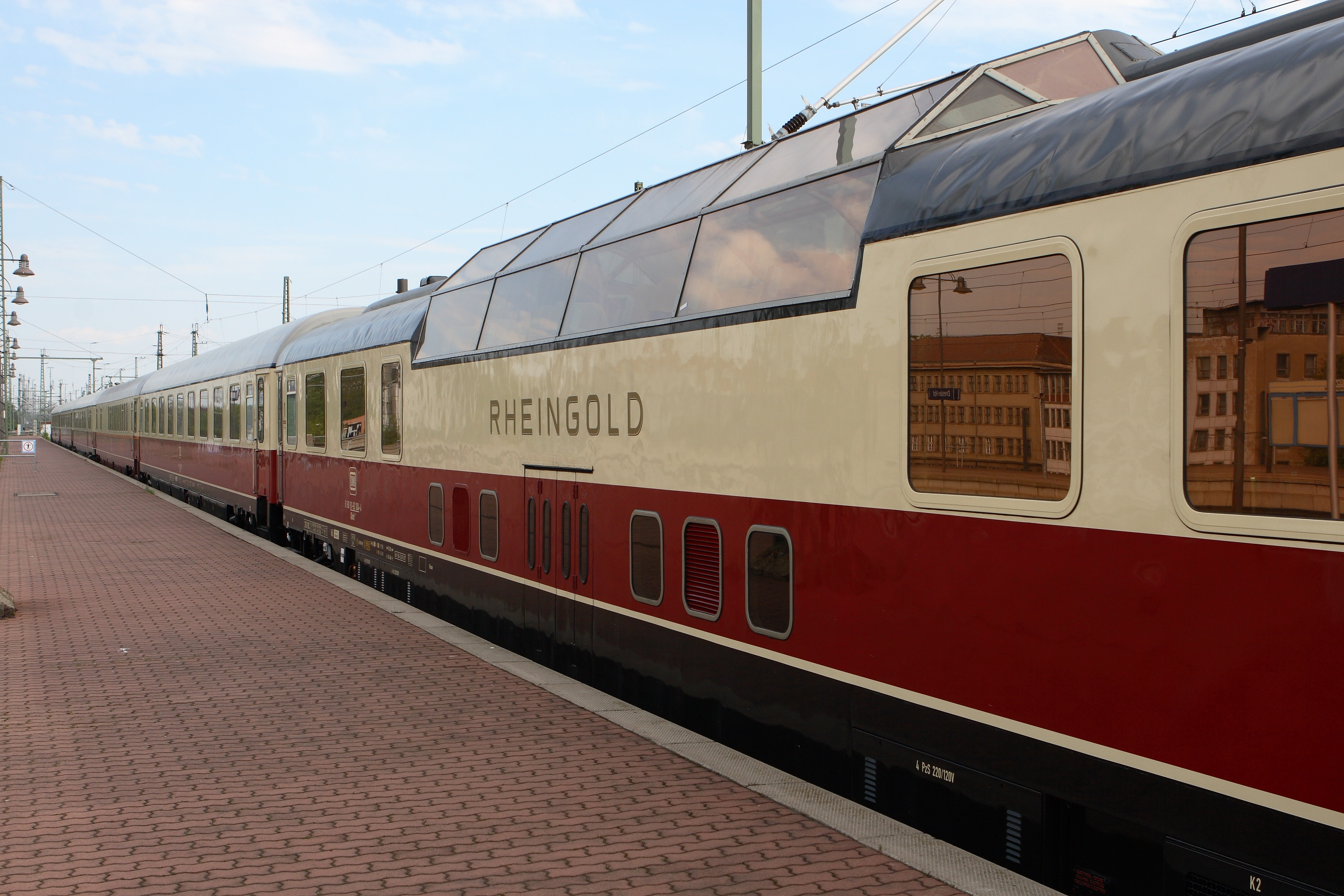
圆顶观景坐车为莱茵之金号及莱茵之箭号所特有

在1963年追加生产了同类型车厢后，莱茵之金号及莱茵之箭号的基本编组均更换为新式车厢。其涂装为浅褐色的底色+蓝色条纹。当列车于1965年升格至全欧快车后，其涂装又改为浅褐色+栗色的全欧快车标准色调。自1965年以来，同一类型的车厢也被运用至其它全欧快车及城际列车班次，但编号为131的餐车及编号为101的观景座车则仍为莱茵之金号及莱茵之箭号专用。
在1973年以前，莱茵之箭号的部分编组会在杜伊斯堡与莱茵之金号的部分编组互换，再分别直通瑞士、荷兰及意大利。其中莱茵之箭号的车厢在这一时期分散配属于多特蒙德、慕尼黑和汉诺威（自1971年起）的车辆段；而莱茵之金号则由于到发地点均设于德国境外，其车厢会执行一个复杂的编组及套跑运用，并定期返回德国境内的车辆段与莱茵之箭号交替保养。
1973年以后，莱茵之箭号与莱茵之金号在杜伊斯堡的车厢联挂机制被撤销，仅维持一节联运车厢。两班列车在编组中不再搭载圆顶观景座车，其餐车也被更换为平顶样式的城际列车标准餐车（132型或135型）。自1979年起，德国联邦铁路开始在莱茵之箭号的编组中搭载二等座车。至1982年夏季，列车的标准编组由13节车厢构成，其中包括：
- 一等开放座车（121型）：1节
- 一等隔间座车（111型、207型）：3节
- 餐车（135型）：1节
- 二等开放座车：4节
- 二等隔间座车：4节

### 牵引机车

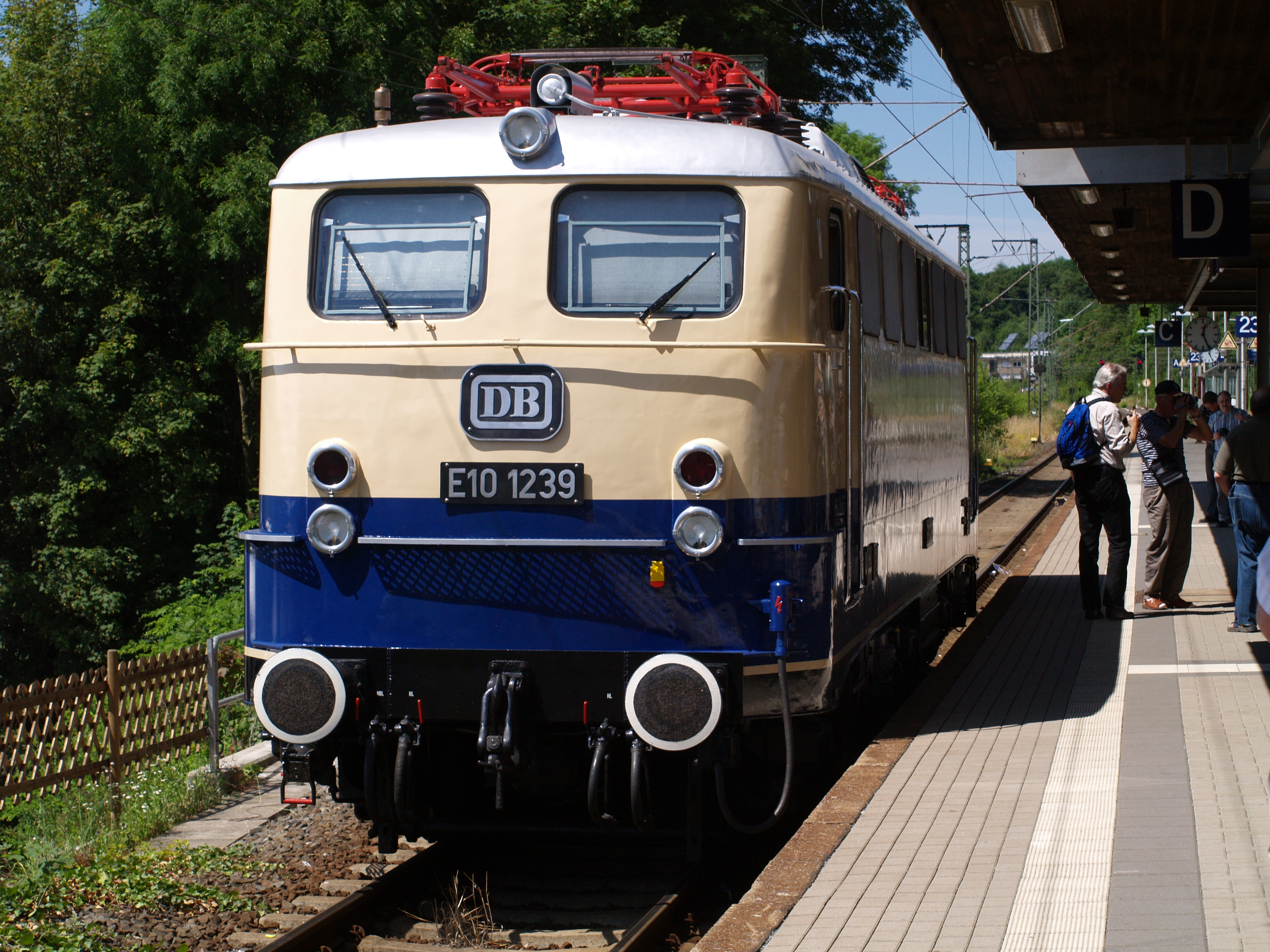
E10.12型电力机车

当莱茵之箭号在1958年获得正式命名时，列车在法兰克福－维尔茨堡区间由电力机车牵引。1959年后，多特蒙德－维尔茨堡区间也更换为电力机车牵引；至1962年，列车在全线均实现电力机车牵引。
在1963年以前，莱茵之箭号主要使用德意志国铁路E19型电力机车担当本务。此后列车改为使用最高速度可达160km/h的德国联邦铁路E10.12型电力机车，而同型号的机车在一年前便已投入至莱茵之金号的运营。自1967年起，德国铁路103型电力机车也被用作担当莱茵之箭号的本务机。

## 脚註
1. ↑  Mertens & Malaspina 2007，第262頁.
2. 1 2  Scharf & Ernst 1983，第180頁.
3. ↑  Scharf & Ernst 1983，第184頁.
4. ↑  Koschinski 2007，第54-55頁.
5. 1 2  Scharf & Ernst 1983，第801-802頁.
6. ↑  Scharf & Ernst 1983，第188頁.
7. 1 2  Mertens & Malaspina 2007，第262-263頁.
8. ↑  Scharf & Ernst 1983，第230頁.
9. ↑  Scharf & Ernst 1983，第243頁.
10. 1 2 3  Scharf & Ernst 1983，第256頁.
11. ↑  Mertens & Malaspina 2007，第18頁.
12. ↑  Scharf & Ernst 1983，第322頁.
13. ↑  Mertens & Malaspina 2007，第263-264頁.
14. ↑  Mertens & Malaspina 2007，第255頁.
15. ↑  Mertens & Malaspina 2007，第254頁.
16. ↑  Goette 2008，第130頁.
17. ↑  Pillmann & THD 2008，第16-19頁
18. 1 2 3 4  Mertens & Malaspina 2007，第264頁.
19. ↑  Scharf & Ernst 1983，第383-385頁.
20. ↑  Mertens & Malaspina 2007，第256頁.
21. 1 2 3  Mertens & Malaspina 2007，第257頁.
22. ↑  Mertens & Malaspina 2007，第334-337頁.
23. ↑  Pillmann & THD 2008，第28-29頁
24. ↑  Scharf & Ernst 1983，第456頁.
25. ↑  Scharf & Ernst 1983，第451頁.
26. ↑  Scharf & Ernst 1983，第453頁.
27. ↑  Scharf & Ernst 1983，第481-482頁.
28. 1 2  Pillmann & THD 2008，第34-35頁
29. ↑  Cook 1986，第11頁.
30. ↑  Pillmann & THD 2008，第60-61頁
31. ↑  Cook 1991，第670頁.
32. ↑  Koschinski 2008，第79頁.
33. ↑  Cook 2006，第3頁.
34. ↑  Cook 2010，第670頁.
35. 1 2  Cook 2010，第912頁.
36. ↑  Koschinski 2008，第85頁.
37. ↑  Scharf & Ernst 1983，第687頁.
38. ↑  Mertens & Malaspina 2007，第102頁.
39. 1 2  Mertens & Malaspina 2007，第103-109頁.
40. ↑  Scharf & Ernst 1983，第237-246頁.
41. ↑  Scharf & Ernst 1983，第701-713頁.
42. ↑  Scharf & Ernst 1983，第387-388頁.
43. ↑  Malaspina 2006，第31頁.
44. ↑  Scharf & Ernst 1983，第874頁.
45. ↑  Scharf & Ernst 1983，第245頁.
46. ↑  Mertens & Malaspina 2007，第84頁.